# Јапански чин
Јапански чин(или јапански шпанијел) је пас за пратњу, Јапанске царске породице.

## Основно
- Црвени јапански чинЖивотни вијек испод 9 година
- Мужјак
  - Висина 18-28 
  - Тежина до 9 килограма
- Женка
  - Висина 18-28 
  - Тежина до 9 килограма

## Спољашњост
Јапански чин је љубак пас налик на шпанијеле (иако генетски не припада тој породици раса) са широким и кратким лицем, веома меком, дугом и паперјастом длаком. Густо крзно покрива врат и прса. Њушка је широка, а ноздрве отворене, са веома кратким назалним каналом. Црно-бијели јапански шпанијели морају имати црне носеве, а код осталих боја, боја носа мора да одговара боји крзна. Изражене, буљаве очи су тамне и у облику бадема. Зуби имају или раван загриз или подгриз.
Уши су у облику латиничног слова В (V) и добро су одлакане. Тијело је квадратних пропорција (дужина од гребена до коријена репа је иста као висина до гребена), као код изворних шпанијела. Предње ноге су праве и кошчате. Паперјасти реп се закривљује према леђима. Покрет је елегантан и достојанствен.

## Темперамент
Ова се раса сматра највише слична мачкама због свог става: опрезна, интелигентна, често независна и користи шапе за умивање лица. Чак и сам назив чин на јапанском карактерише нешто што је налик на мачку, за разлику од израза ину, који значи пас.
Ово је ипак пас за пратњу, који је лојалан власнику али не подноси баш друге особе. Одговара им породично окружење и непријатно се осјећају изван породице и у новим ситуацијама. У случају да у породици има мале дјеце, морају бити научена да се њежно понашају према псу, јер исти неће дуго трпјети малтретирања којима су мала дјеца склона. Са другим псима и/или љубимцима у породици су у добрим односима. Веома су тихи, али када лају имају много дубљи глас него што би се то очекивало од тако малог пса. Природно су чисти, што их чини одличним псима за станове.

## Здравље
Као и многе друге расе са кратком њушком, јапански шпанијел такође гласно дише и шмрче. Проблеми са очима и респираторним системом су чести. Неке линије могу имати генетске душевне поремећаје.

## Историја
Упркос имену Јапански чин, пас највјероватније вуче поријекло из Кореје (иако постоје мишљења да је јапански чин, кинеског поријекла). Сигурно је да већ у 8. вијеку нове ере, овај пас постоји на Јапанском двору као љубимац, гдје је дошао као поклон од корејских владара. За вријеме Шогуна Токагаве, ова раса је проглашена за малог дворског пса на дворцу Едо.
Када је Јапан отворио своју трговину ка западу, заједно са робом, у 17. вијеку и Јапански чин је дошао у Европу, прво у Португал, а затим и у Уједињено Краљевство. Без обзира на своју грађу, овај пас има изврсне квалитете и као пас чувар.

## Карактеристике расе

### Општи изглед
Мали, елегантан и грациозан пас са раскошном длаком и широком лобањом у предјелу очију.

### Пропорције
Дужина тијела одговара висини гребена. Женке имају нешто дуже тијело.

### Нарав
Опрезан одважан и љубак.

### Глава

#### Лобања
Широка и округла.

#### Стоп
Дубок и урезан.

#### Нос
Веома кратак, широке ноздрве. Лежи у линији са очима. Слузокожа носне печурке црна или тамне боје меса, која одговара боји ознака на тијелу.

#### Зуби
Бијели и снажни. Пожељно клештасто зубало. Дозвољено маказасто или предгриз.

#### Очи
Велике, округле, далеко једно од другог, црне и сјајне.

#### Уши
Дуге, троугласте и висеће. Покривене дугом длаком. Усађене далеко једно од другог.

#### Врат
Пре је краћи него дуг, високо усправно ношен.

### Тијело

#### Леђа
Кратка и равна.

#### Слабине
Широке, благо засвођене.

#### Груди
Средње широке и дубоке. Ребра средње засвођена.

#### Стомак
Добро прикупљен.

#### Реп
Ношен на леђима, прекривен бујном дугом длаком.

#### Предње ноге
Подлактица равна и финих костију. Задња страна од лактова надоле са заставицама.

#### Задње ноге
Средње угловане, позади на сапима заставице.

#### Шапе
Мале зечје. Пожељна жбунаста одлаканост.

### Кретање
Елегантно, лаког ослањања ногу и поносно.

### Длака
Свиленкаста, равна и дуга, осим у предјелу лица, цијело тело је прекривено богатом длаком. Уши потиљак, бутина и реп богати заставицама.

### Боја
Бијела са црним или црвеним ознакама. Оне треба да су по могућству симетрично раздијељене од околине очију, преко ушију и по цијелом тијелу. Посебно је пожељно широка бијела лиса од њушке до врха лобање.